# 萩原慎一郎
萩原 慎一郎（はぎはら しんいちろう、1984年9月16日 - 2017年6月8日）は、日本の歌人、詩人。平成時代に短歌の書籍としてベストセラーとなった『歌集 滑走路』の作者。同書は2020年に映画化もされた。

## 生涯

### 生い立ち
1984年、東京都杉並区荻窪にて生まれる。父親の仕事で京都府長岡京市や英国統治時代の香港などを転々とした後、東京都小平市に移り住んだ。1997年、男子中学御三家としても知られる東京都練馬区の私立男子中高一貫校の武蔵中学校に入学し、野球部へと入部した。その野球部顧問教諭に怒鳴られ萎縮する様子をきっかけに、同級生からからかわれ始め、暴言や暴力が伴う苛烈ないじめへと発展し、そのいじめは中学校から高校と長期間に渡って行われ続けた。
その経験の中で、17歳の時、偶然近所の書店に立松和平との共著本の出版イベントで来ていた歌人の俵万智に触発され、短歌の創作を始めた。『朝日新聞』の歌壇欄で、歌人の近藤芳美によって取り上げられた「屑籠に入れられていし鞄があればすぐにわかりき僕のものだと」や「ローランドゴリラが胸を叩きたり動物園の檻の絶叫」といった当時のいじめの経験を詠った短歌も残っている。

### 歌人としての活動

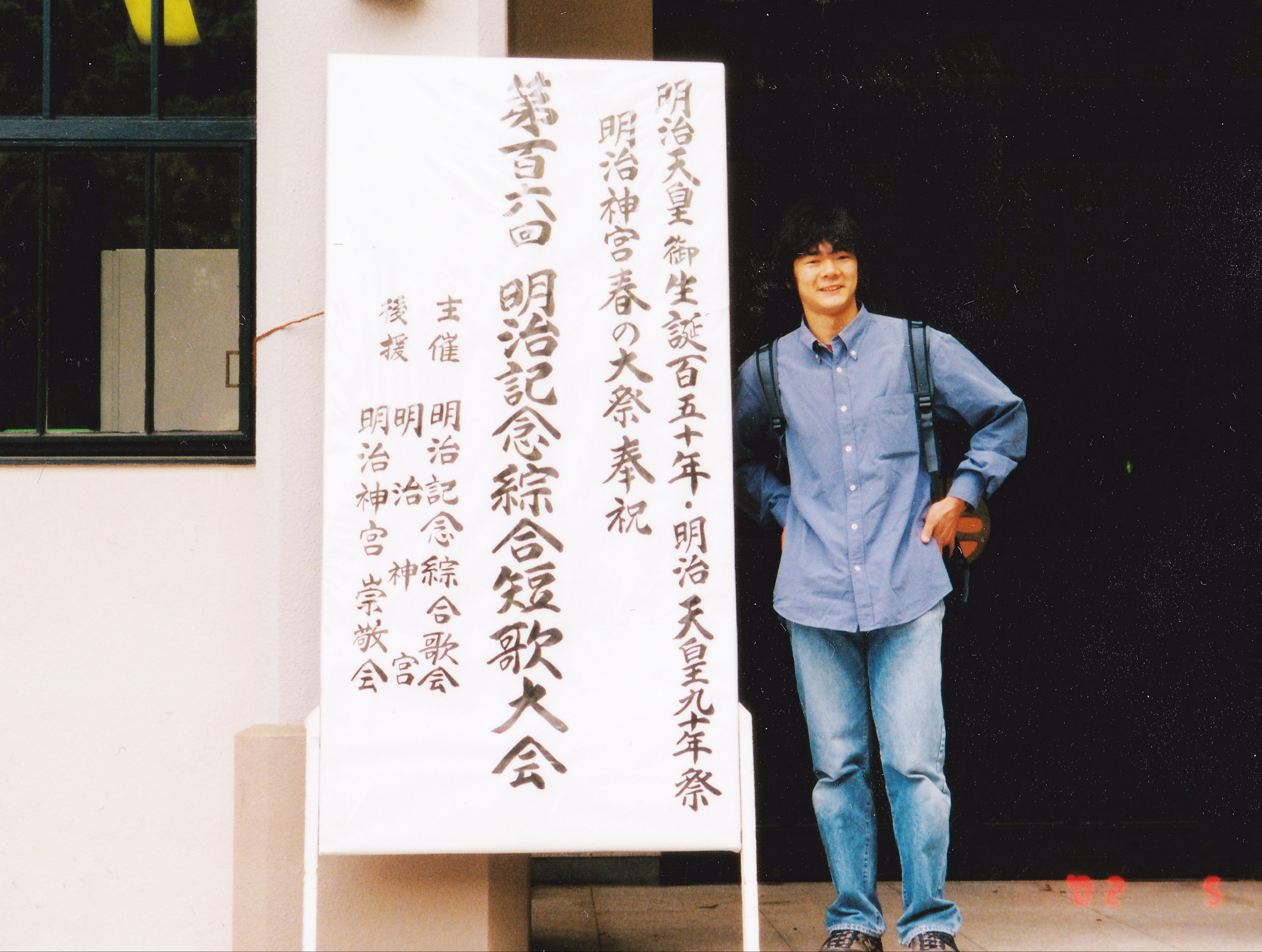
明治記念総合短歌大会に出席する17歳の萩原慎一郎(2002年)

2002年から永田和宏が主宰していた短歌結社『塔』に参加し、様々なコンクールに応募を開始すると同時に頭角を表すようになり、まもなく現代歌人協会主催の全国短歌大会の選者賞や全日本短歌大会日本歌人クラブ賞を始めとする多くの賞を受賞した。当時、参加していた『塔』の2002年の結社誌「十代・二十代歌人特集」では17歳の注目の歌人として短歌と共に紹介されている。2004年には同志社女子大学主催の高校生短歌コンクールのSEITO百人一首の入選作品をまとめた『ピクルスの気持ち』に掲載され晃洋書房から出版された。
19歳の時、岡井隆が主宰していた未来短歌会や、様々な歌人が開催する歌会への参加を経て、今野寿美の誘いで三枝昂之主宰のりとむ短歌会に所属した。
武蔵高校卒業後もいじめによって負わされた後遺症に苦しまされたが、入院や通院をしながら早稲田大学人間科学部の通信制に通い卒業した。大学生時代は短歌についての研究を行い、卒業論文も前衛短歌で知られる寺山修司についてであった。2010年には現代短歌評論賞の最終候補に選ばれている。
大学卒業後は、書店のアルバイトや研究機関の事務の契約社員など非正規雇用で働きながら短歌の創作を続けていた。2014年に第5回角川全国短歌大賞準賞とNHK全国短歌大会の第1回近藤芳美賞の選者賞（岡井隆選）を受賞。2015年、朝日歌壇賞や全日本短歌大会毎日新聞社賞を受賞。翌年、2016年にはNHK全国短歌大会にて作品が特選に選ばれ、また全日本短歌大会で2回目の日本歌人クラブ賞を受賞した。2017年に2度目となる近藤芳美賞選者賞を受賞。2017年1月18日の『朝日新聞』夕刊連載の『あるきだす言葉たち』にて『模索の果て』が掲載される。

### 『歌集 滑走路』刊行までの背景
2017年に『歌集 滑走路』の出版が決まり、5月には執筆が終わりあとがきの原稿を角川文化振興財団の編集部に提出した。本のタイトルや表紙、構成は自ら全て決めていたとされる。しかし、長期間いじめを受けてきたことに起因する精神的な不調が続いており、2017年6月8日に自死した。享年32。角川短歌誌では三枝昂之による追悼短歌が掲載され、SNS上では生前に交友があった奥村晃作などの歌人から惜しむ声が寄せられた。また、りとむ短歌会の短歌結社誌『りとむ』2017年9月号では、今野寿美の追悼文が載せられた。
出版間近であった歌集は遺族によって引き継がれ、弟でギタリストである萩原健也がSNS等で全面的に広報活動が行うなど刊行に向けて準備が行われ、12月13日には正式な日程がTwitter上で発表され、2017年12月25日に『歌集 滑走路』が角川文化振興財団より発行、角川書店レーベルで12月26日に発売された。
短歌の分野では、一般的な書籍の出版方法とは異なり、受賞歴や知名度に関わらず作者による自費出版が通例であり、発行部数が多くとも100部から500部程度であるが、短歌や俳句の支援事業を行う公益財団法人の角川文化振興財団による流通面などの支援の元、遺族による自費出版で初版1500部が発行された。歌集には萩原慎一郎が師事していた歌人の三枝昂之による解説文と、本の帯には萩原慎一郎が短歌を始めるきっかけとなった俵万智の推薦文、知人に宛てたメールから引用された「僕は歌う。誰からも否定できない生き様を提示するために。」という一文が記載された。

### 『歌集 滑走路』出版
『歌集 滑走路』は、数多くの受賞歴や雑誌などへの寄稿で、元々短歌業界では知名度の高い萩原慎一郎による第一歌集であったのと、弟の健也によるSNS等での多方面へのプロモーション活動もあり、発売まもなく話題となり、2018年2月19日に『朝日新聞』夕刊社会面で紹介されたのを皮切りに、一気に人気を博し1年弱で8回の増刷を重ね、発行部数が3万部となり、『ニュースウオッチ9』（NHK G）や角川短歌、『ダ・ヴィンチ』（KADOKAWA）、毎日新聞などの主要な新聞、テレビ、ラジオ、雑誌の複数メディアに取り上げられた。また、10月16日には『クローズアップ現代+』（NHK G）で発行部数が通常の短歌集の200倍に達している異例のヒット作として特集された。また同時に『歌集 滑走路』に未収録の短歌が2000首以上存在している事が公表された。
12月26日に『歌集 滑走路』が紀伊國屋書店が毎年発表しているお勧め書籍ベスト30「キノベス!2019」の8位に選出された。アメリカでは、翻訳がされていない原本の販売が開始し、韓国の『KBSニュース9』などの海外メディアからも日本で話題の本として多く紹介され、サンフランシスコ公共図書館やオーストラリアのニューサウスウェールズ州立図書館にも蔵書されるなどした。2019年5月1日には、平成時代を振り返る短歌のドキュメンタリー番組『平成万葉集』（NHK BSプレミアム）で特集が組まれ、俳優の生田斗真と共に弟の萩原健也が歌人としての萩原慎一郎や歌集を紹介した。

### 映画化と文庫化、高校教科書
2020年3月25日に『歌集 滑走路』が角川大映スタジオと埼玉県やNHK、NTTコミュニケーションズなどが共同出資しているSKIPシティの共作の元で、映画『滑走路』の題名で映画化される事が発表された。監督は大庭功睦が務め、浅香航大や水川あさみ、寄川歌太、染谷将太、坂井真紀、吉村界人、水橋研二、木下渓、池田優斗らが出演することが決まった。
2020年9月24日に角川文庫より『歌集 滑走路』の文庫本と、映画『滑走路』をノベライズした『小説 滑走路』（角川書店）が発売された。文庫のあとがきの解説は新たに芥川賞作家の又吉直樹が執筆した。短歌のみで構成された個人歌集が角川文庫より発行されるのは、寺山修司『寺山修司青春歌集』などの1970年代以来の事となる。『朝日新聞』の一面や『産経新聞』、映画関連のメディアなどでも取り上げられ、文庫は発売1ヶ月足らずで重版される事が決まった。
11月3日に原作とした映画『滑走路』は東京国際映画祭の特別招待作品に選出された。11月20日に映画が一般公開され、キネマ旬報ベストテンとヨコハマ映画祭にて主演女優賞受賞、報知映画賞作品賞や毎日映画コンクール新人賞にノミネートされるなどした。11月23日には朝日新聞の天声人語に『歌集 滑走路』が紹介され、楽天ブックス文学部門で第1位を獲得するなど、人気が再燃し単行本も文庫と共に度々増刷が行われている。
2021年6月に映画が上海国際映画祭の上映作品として招待され、海外進出することとなった。また、同月の角川文庫のフェア「カドフェス2021」では感動する本に選出された。
2022年1月より文英堂が発行する高校国語の副教材『リテラ 速読レッスン 文学 Vol.3』に『歌集 滑走路』が採用された事が発表された。また、芝浦工業大学附属中学校などの中学校入試試験の国語の問題でも採用され始めている。10代～30代で空前の短歌ブームを巻き起こしているとして2022年には産経新聞、2023年3月にはNHKクローズアップ現代で特集される。

## 主な受賞歴

### 角川全国短歌大賞・角川全国俳句大賞
- 2013年3月
  - 第4回角川全国俳句大賞 東京都賞受賞。
  - 第4回角川全国短歌大賞 与謝野晶子短歌賞姉妹賞、東京都賞、特選（岡井隆選）受賞。
- 2014年1月 第5回角川全国短歌大賞 準賞、特選（岡井隆選）、秀逸（馬場あき子選）受賞[25]。
- 2015年1月 第6回角川全国短歌大賞 秀逸（馬場あき子選）受賞。
- 2016年1月 第7回角川全国短歌大賞 佳作（馬場あき子選）受賞。
- 2017年2月 第8回角川全国短歌大賞 題詠準賞、東京新聞賞、秀逸（佐佐木幸綱選）、佳作（馬場あき子選）受賞[26]。

### 全日本短歌大会
- 2004年7月 第25回全日本短歌大会 学生の部B 佳作賞受賞。
- 2005年7月 第26回全日本短歌大会 日本歌人クラブ賞受賞。
- 2011年9月 第32回全日本短歌大会 優良賞受賞。
- 2013年9月 第34回全日本短歌大会 優良賞受賞。
- 2015年9月 第36回全日本短歌大会 毎日新聞社賞受賞。
- 2016年9月 第37回全日本短歌大会 日本歌人クラブ賞受賞[27]。

### NHK全国短歌大会
- 2014年1月 平成25年度第15回NHK全国短歌大会 第1回近藤芳美賞 選者賞 (岡井隆選) 『滑走路』受賞[28]。
- 2016年1月 平成27年度第17回NHK全国短歌大会 特選（馬場あき子選）受賞。
- 2017年1月 平成28年度第18回NHK全国短歌大会 第4回近藤芳美賞 選者賞（岡井隆選) 『プラトンの書』受賞。

### 全国短歌大会 (現代歌人協会主催)
- 2003年 第32回 全国短歌大会 選者賞(外塚喬選)、佳作(栗木京子選)受賞[29]。
- 2004年 第33回 全国短歌大会 佳作(佐佐木幸綱選)受賞。
- 2007年 第36回 全国短歌大会 佳作(永田和宏選、今野寿美選)受賞。
- 2009年 第38回 全国短歌大会 佳作(柏崎驍二選、熊谷龍子選)受賞。
- 2015年 第44回 全国短歌大会 佳作(加藤英彦選)受賞。
- 2016年 第45回 全国短歌大会 佳作(沖ななも選、関根和美選、千々和久幸選)受賞。

### その他
- 2002年12月 同志社女子大学主催「SEITO百人一首」 短歌コンクール 入選。
- 2003年
  - 1月 第7回「あなたへの想い」全国コンテスト 入選。
  - 4月 第一回西行記念箱根短歌賞 佳作受賞。
  - 6月 NHK学園 第三回ネット短歌コンクール 入選。
  - 10月 第23回全国万葉短歌大会 万葉賞受賞。
- 2004年10月 第24回全国万葉短歌大会 佳作受賞。
- 2008年9月 第57回源実朝を偲ぶ仲秋月伊豆山歌会 人位(岡井隆選)、次点(三枝昂之選)受賞。
- 2009年
  - 2月 第14回前田純孝賞学生短歌コンクール 大学生の部 神戸新聞社賞受賞。
  - 9月 第23回全国短歌フォーラムin塩尻 入選。
- 2010年7月 第21回伊藤園お〜いお茶新俳句大賞 佳作特別賞受賞。
- 2010年10月 第28回現代短歌評論賞 最終候補。
- 2012年7月 第23回伊藤園お〜いお茶新俳句大賞 佳作特別賞受賞。
- 2013年
  - 6月 産経新聞社主催 第19回与謝野晶子短歌文学賞 一般部門入選[30]。
  - 11月 第25回葉桜短歌賞 一般の部 佳作受賞。
- 2015年1月 第31回朝日歌壇賞 馬場あき子選
- 2016年
  - 6月
    - 上田三四二記念「小野市短歌フォーラム」入選。
    - 産経新聞社主催 第二十二回与謝野晶子短歌文学賞 秀逸受賞。

  - 10月 現代歌人協会 佳作第二席（千々和久幸選）受賞。
- 2018年12月 紀伊國屋書店「キノベス！2019」 8位選出。
- 2020年11月23日 楽天ブックス 文学部門 第1位選出。
- 2021年6月15日 角川文庫「カドフェス2021 感動する本」選出。

## 著作

### 歌集
- 『歌集 滑走路』単行本  角川書店(発行:角川文化振興財団、発売:KADOKAWA) ISBN 978-4048764773 跋文:三枝昂之、装幀:南一夫、帯の推薦文:俵万智
  - 紙書籍 (発行:2017年12月25日、発売:2017年12月26日)
  - 電子書籍版 (2018年10月15日発売)

- 『歌集 滑走路』文庫本 角川文庫 ISBN 978-4041096123 跋文:三枝昂之、解説:又吉直樹、装画:和田三造
  - 紙書籍 (2020年9月24日発売)
  - 電子書籍版 (2020年9月24日発売)

### 選集
- 『ピクルスの気持ち』晃洋書房（2004年7月発売）ISBN 978-4771015739

### 教科書
- 『リテラ 速読レッスン 文学 Vol.3』文英堂 2022年1月20日発行

### 参考書
- 『芝浦工業大学附属中学校 2023年度用 5年間スーパー過去問』声の教育社 2022年5月27日 ISBN 978-4799662786
- 『2023年度受験用 中学入学試験問題集 国語編』みくに出版 2022年7月12日 ISBN 978-4840308106

### その他
- 多摩都市モノレール中吊り広告『五行歌～モノレールから言葉の贈りもの～』（2016年1月）
- いりの舎 月刊うた新聞2016年11月号（第56号）『ライムライト 上の世代と下の世代』（2016年11月）
- 現代短歌社 現代短歌新聞 平成28年12月号（第57号）現代歌人『歌詠む理由』（2016年12月）
- 多摩都市モノレール中吊り広告『五行歌～モノレールから言葉の贈りもの～』 （2017年1月）
- 朝日新聞 あるきだす言葉たち『模索の果て』（2017年1月18日）
- 短歌研究 2021年4月号 「萩原慎一郎と「うたう☆クラブ」の歌30首（『滑走路』未収録作品）」(2021年3月）

## 派生作品

### 映画
- 『映画 滑走路』 2020年11月20日公開 原作『歌集 滑走路』、製作:KADOKAWA、出演:水川あさみ、浅香航大、寄川歌太

### 文学
- 『小説 滑走路』 2020年9月24発売 KADOKAWA ISBN 978-4041097939 原著者:萩原慎一郎、著者:藤石波矢
- 『遅速あり』2019年4月1日発売 砂子屋書房 ISBN 978-4790417125 著者:三枝昂之 萩原慎一郎への挽歌が多く収録されている。
- 『書棚から歌を 2015- 2020』2021年11月5日発売。しまふくろう新書 ISBN 978-4880324227 著者:田中綾。帯デザインなどに萩原慎一郎の短歌が使用されている。
- 『一万円選書 北国の小さな本屋が起こした奇跡の物語』ISBN 978-4591172087 2021年12月8日発売。著者:岩田徹。歌集滑走路を選書する事について語られている。

### 芸術
- 『重力と恩寵と』影絵作家河野里美による2020年製作の作品。「きみのため用意されたる滑走路 きみは翼を手にすればいい」をコンセプトに製作[31]。

## 評価・エピソード
- ステファヌ・マラルメやポール・ヴェルレーヌなどのフランス象徴主義の詩も好んでおり、作品内でも登場する[32]。また早稲田大学の卒業論文は寺山修司についての研究であった[33]。
- 19歳の時から前衛短歌で知られる岡井隆から今注目すべき歌人だとして取り上げられており[34]、第1回近藤芳美賞選者賞や第4回近藤芳美賞選者賞受賞時には、知的な作風で技巧のある人物だと評されていた[35]。
- 萩原慎一郎が参加していたりとむ短歌会の主宰である三枝昂之は、歌集滑走路の原稿を本人から読ませてもらったときには、すでに修正が一切不要な完成度の高いものであったと歌集滑走路の解説で後に書いている。
- 高校時代の教諭から同窓会に誘われたときの断りのメールの一部として以下のように残っている[36][37]。「最近思うんです。どう考えても、納得できないような事態と遭遇してしまう人たちが実際にいること。でも力強く生き抜いている、そんな姿を見ると心打たれる。誰からも否定することのない輝きを有しているからです。だから、ぼくはうたうんだと思います。誰からも否定できない生きざまを提示するために。」このメールは、初期の歌集滑走路の帯のキャッチコピーにも引用されていた。
- 10代から短歌や歌会などを通じて交友があった奥村晃作は、他人を傷つけることを嫌う心優しい青年であったと語っている。短歌に関しては、通常の口語で詠む短歌とは異なり、初期の頃は文語短歌やミックス短歌による表現が主体で、晩年から完全口語短歌を一大テーマとして文語短歌を基本に試行錯誤して口語短歌へと作り上げていった歌人であったと評価している[38]。
- 芸人の有吉弘行はNHKニュースウオッチ9で歌集滑走路を知り、短歌に興味を持ったとし、自身がパーソナリティを務める深夜ラジオ番組の「有吉弘行のSUNDAY NIGHT DREAMER」で短歌コーナーを開始させた。番組宛てに版元の角川書店から歌集滑走路が謹呈されたが、すでに有吉弘行は購入済みであったため視聴者プレゼントとなった。
- 歌人の今野寿美は人並ではない創作意欲で次々と短歌を作っていたと語っている。また歌集滑走路の制作にあたっては他人に口を挟ませないくらいの意気込みがあり、同時にそれだけの実力があったと評価している。また自身の苦しい思い出に染め上げず、社会の声なき声を声にした歌集だと毎日新聞やNHKのインタビューに答えている[39]。
- 2018年のNHKニュースウオッチ9の特集では、萩原慎一郎が10代の時や亡くなった日に詠った短歌も何首か紹介されており、自分の鞄が教室のごみ箱に捨てられている中高時代のいじめの様子を詠った短歌などもある。
- 歌集滑走路の発売当初から弟でギタリストの萩原健也が、萩原慎一郎や歌集滑走路に関する広報活動をメディアやSNSなどで行っている。政治評論家の姜尚中が高浜市で行った歌集滑走路に関する講演で、「萩原慎一郎は短歌が無ければテロリストになっただろう」と発言した事に対し、大きな誤りであり人に優しく自分に厳しい自戒的な人物だと反論した[40]。またKBSのテレビ取材では、非常に優秀で弟に優しい兄であったとした上で「どんなに馬鹿にされても、短歌で這い上がってやるという意志があったと思います。」と答え、非正規労働の短歌に関しては「現状を自分で変えられない中、お互い非正規であるけど頑張っていこうという意味が込められているのだと思います。」と語った[41]。映画化が決まった際には、メディアに対して「兄は文学史に名を刻んでゆくと僕は確信しています」とコメントをしている[42]。

- 俵万智はいじめや非正規労働の経験が他者への攻撃や恨みになるのではなく、弱者に寄り添い短歌を作り続けたところに、萩原慎一郎の人間性の深さがあり、社会詠のみならず相聞歌もシンプルかつ、言葉を深く使い胸を打たれると評価している。また、短歌大会の授賞式後のパーティーで、萩原と会話したときに短歌を始めたきっかけが自身であると聞かされ、非常に嬉しかったがそれが最初で最後の会話となってしまったと後に語っている[43]。

## メディア

### テレビ
- NHK ニュースウオッチ9 2018年5月31日放送 『“非正規”歌人が残したもの』
- NHK クローズアップ現代+ 2018年10月16日放送 『いじめ 非正規 恋…　歌に託した人生 ～ある歌集・異例のヒット～』出演:又吉直樹、語り:向井理
- KBS 第1テレビ 2019年2月17日放送 『KBSニュース9』特集 出演:萩原健也
- NHK BSプレミアム 2019年5月1日放送 『平成万葉集 第三回「この国に生きる」』出演:生田斗真、吉岡里帆、萩原健也
- NHK クローズアップ現代 2023年3月14日放送『空前の“短歌ブーム”は何映す　令和の歌に託した思い』出演:東直子、岡山天音

### 新聞
- 朝日新聞 2018年2月19日付夕刊社会面『いじめ・非正規…　３２歳・萩原慎一郎さんが遺した歌集』
- 朝日新聞 2018年11月3日付朝刊読書面 売れてる本『絶望の中でも前を向く勇気』文:佐佐木定綱
- 北海道新聞 2018年8月26日書評『書棚から歌を』 田中綾
- 日本経済新聞 2018年11月3日付朝刊読書面 ベストセラーの裏側『響く「非正規」へのエール』
- 毎日新聞 2018年11月20日付夕刊特集ワイド『故・萩原慎一郎さん歌集「滑走路」ベストセラーに　「素直に弱さ表現」に共感　苦悩抱えた人にエール』
- 西日本新聞 2019年1月21日付夕刊『遺作歌集が異例のヒット　萩原慎一郎さん「非正規」の直情詠む』
- 西日本新聞 2019年10月7日付文化面『【俵万智の一首一会】非正規の翼　弱者に寄り添いエール』
- 読売新聞 2020年6月9日付文化面 「萩原慎一郎さんの遺作　歌集『滑走路』を映画化」
- 朝日新聞 2020年10月3日付夕刊1面『非正規歌人は詠んだ、明日への希望の翼　歌集「滑走路」ロングセラー、来月には映画も公開』
- 毎日新聞 2020年11月4日付朝刊 『萩原慎一郎さんの「歌集　滑走路」が文庫化』
- 読売新聞 2020年11月15日付文化面 ポケットに一冊
- 朝日新聞 2020年11月23日付朝刊 『天声人語』
- 読売新聞 2021年6月8日夕刊2面 おっとフォーカス『曲折あっての飛躍』
- 産経新聞 2022年5月28日『モンテーニュとの対話 短歌ブームのZ世代に癒やされる』

### 雑誌・Web
- 短歌(角川文化振興財団) 2018年7月号 『特別座談会　歌集『滑走路』を読む』(今野寿美、真中朋久、カン・ハンナ、佐佐木定綱)
- 週刊文春 2018年6月17日 『夭折の非正規社員が遺した歌を、私たちはどう読めばいいのか？』
- カドブン 2018年9月5日 『32歳で命を絶った「非正規歌人」の歌集『滑走路』に込められた思いとは――。【特別座談会】』
- ダ・ヴィンチ 2018年10月15日 『いじめ、非正規、叶わぬ恋――32 歳で命を絶った若き歌人の叫び『滑走路』』
- 武蔵野樹林 Vol.2 2019春「採録 萩原慎一郎歌集『滑走路』を読む──社会の詩学　姜尚中」
- 生活クラブ 2019年6月7日 オリジナルレポート 『歌集「滑走路」誕生秘話　角川書店「短歌」編集部　石川一郎さん、住谷はるさん』
- ハルメク 2020年11月7日「文庫化、映画化された注目の歌集『滑走路』非正規の歌人萩原慎一郎さんをご存じですか」
- 短歌(角川文化振興財団) 2020年12月号 「映画『滑走路』公開記念」
- BRUTUS No.930 2020年12月15日 書評「本の診察室」(星野概念)
- sweet 2021年6月号「五月病に効く本」(文：SYO)
- 角川文庫 2021年6月15日 『カドフェス2021』小冊子
- 日刊ゲンダイ 2021年6月27 「週末オススメ本ミシュラン」(佐高信)

### ラジオ
- 全国FM放送協議会『有吉弘行のSUNDAY NIGHT DREAMER』 2018年6月24日放送より短歌コーナー開始
- 全国ラジオネットワーク 「ベストセラーを読んでみた」 2018年7月16日放送 『#173 滑走路／萩原慎一郎』出演:徳永有美
- ベイエフエム 『The_BAY☆LINE』2021年1月13日放送 本の紹介コーナー(春原佑紀、有村昆)
- 文化放送 『アーサー・ビナード 午後の三枚おろし』プラトンと僕と君の歌 2021年1月25日～29日連続放送
- NHKラジオ第2放送 『カルチャーラジオ 文学の世界』2021年2月4日「いま、心に響く歌の力」(出演：今野寿美)
- 北日本放送 KNBラジオ『朝生コラム 萩原慎一郎 歌集「滑走路」』2021年6月10日放送 (出演:黒瀬珂瀾)